# Maja Šćekić
Maja Šćekić (ur. 4 maja 1987 w Somborze) – serbska koszykarka, występująca na pozycji rozgrywającej, obecnie zawodniczka DGT AZS Politechniki Gdańskiej.
9 grudnia 2020 dołączyła do DGT AZS Politechniki Gdańskiej.

## Osiągnięcia
Stan na 9 grudnia 2020, na podstawie, o ile nie zaznaczono inaczej.

### Drużynowe
- Mistrzyni:
  - Cypru (2010)[4]
  - Bośni i Hercegowiny (2019)
- Wicemistrzyni Węgier (2017)
- Zdobywczyni pucharu Cypru (2010)[4]

### Indywidualne
(* – nagrody przyznane przez portal eurobasket.com)
- MVP ligi cypryjskiej (2010)*[4]
- Najlepsza zawodniczka, występująca na pozycji obronnej ligi cypryjskiej (2010)*[4]
- Zaliczona do*:
  - I składu ligi cypryjskiej (2010)[4]
  - II składu ligi bośniackiej (2019)
  - składu honorable mention ligi serbskiej (2009)[5]

### Reprezentacja
- Wicemistrzyni Europy U–20 (2007)